# John Rutledge
John Rutledge (Charleston, 17 settembre 1739 – Charleston, 21 giugno 1800) è stato un politico statunitense.

## Biografia
Fu il primo governatore della Carolina del Sud dopo la firma del Dichiarazione di indipendenza.
Proveniente da una famiglia numerosa, i suoi genitori erano John Rutledge Senior (1713-1750), un medico e Sarah (nata 18 settembre 1724). Gli altri figli erano:
- Andrew (1740-1772),
- Thomas (1741-1783),
- Sarah (1742-1819),
- Hugh (1745-1811),
- Mary (1747-1832),
- Edward (1749-1800).

Educato prima dal padre e poi da un sacerdote anglicano. Venne poi ammesso alla Middle Temple (una delle Inns of Court).
Sposatosi con Elizabeth Grimke (nata nel 1742) John si affezionò moltissimo alla donna, alla sua morte avvenuta il 6 luglio 1792 fu una delle cause che peggiorarono le condizioni di salute di Rutledge.
La coppia ebbe 10 figli:
- Martha Henrietta (1764-1816),
- Sarah morì lo stesso anno di nascita nel 1765,
- John (1766-1819),
- Edward James (1767-1811),
- Frederick Wilkes (1769-1821),
- William Spencer (1771-1821),
- Charles Wilson (1773-1821),
- Thomas nato nel 1774 e morto in gioventù,
- Elizabeth (1776-1842),
- States Whitcomb (1783-1829).

Nel 1774, Rutledge partecipò al primo congresso Continentale insieme al fratello Edward Rutledge